# جوردن غرينواي
جوردن غرينواي (بالإنجليزية: Jordan Greenway)‏ هو لاعب هوكي الجليد أمريكي، ولد في 16 فبراير 1997 في كانتون في الولايات المتحدة.

## وصلات خارجية
- جوردن غرينواي على موقع دوري الهوكي الوطني (الإنجليزية)
- جوردن غرينواي على موقع الدوري الأمريكي لهوكي الجليد (الإنجليزية)
- جوردن غرينواي على موقع EliteProspects.com (الإنجليزية)
- جوردن غرينواي على موقع HockeyDB.com (الإنجليزية)
- جوردن غرينواي على موقع Hockey-Reference.com (الإنجليزية)
- جوردن غرينواي على موقع أوليمبيديا (الإنجليزية)